# 西環煤氣鼓爆炸案

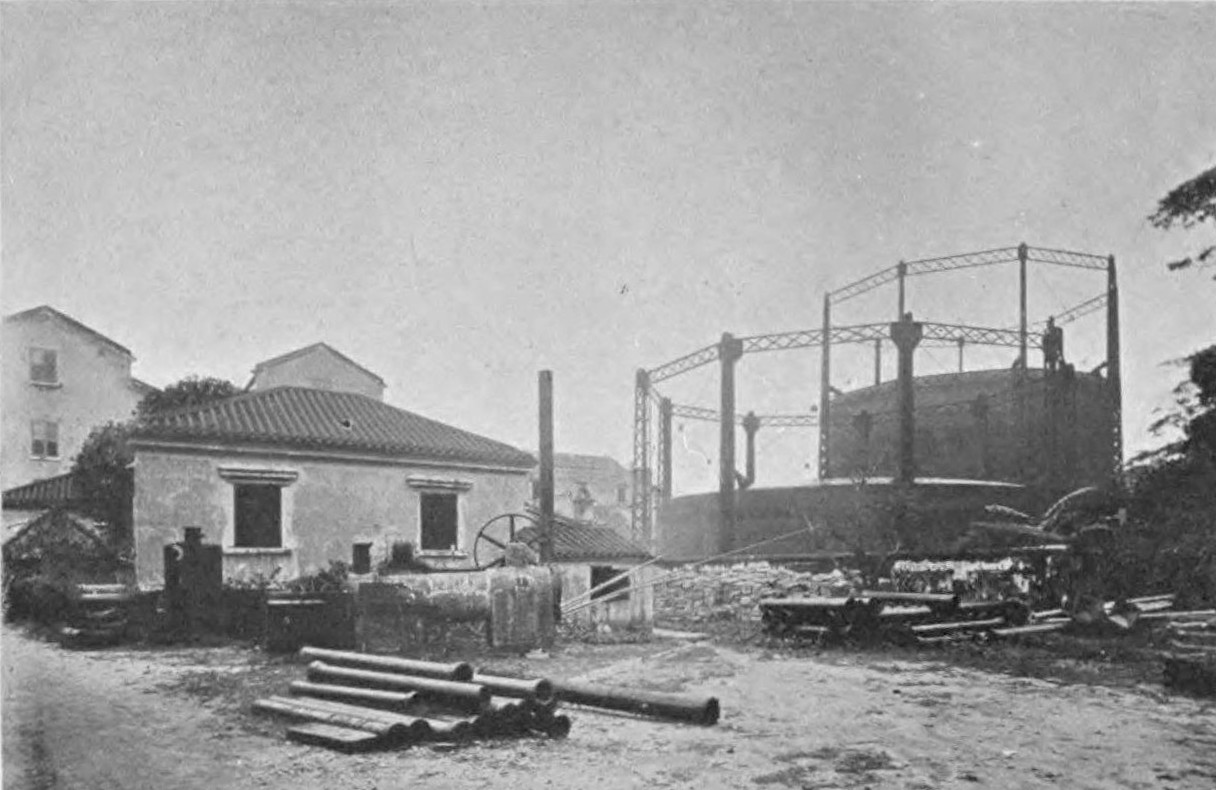
西環煤氣鼓（1908年）

西環煤氣鼓爆炸案是香港的一次特別重大火災，發生於1934年5月14日，事故共造成42人死亡及46人受傷。

## 肇事地點

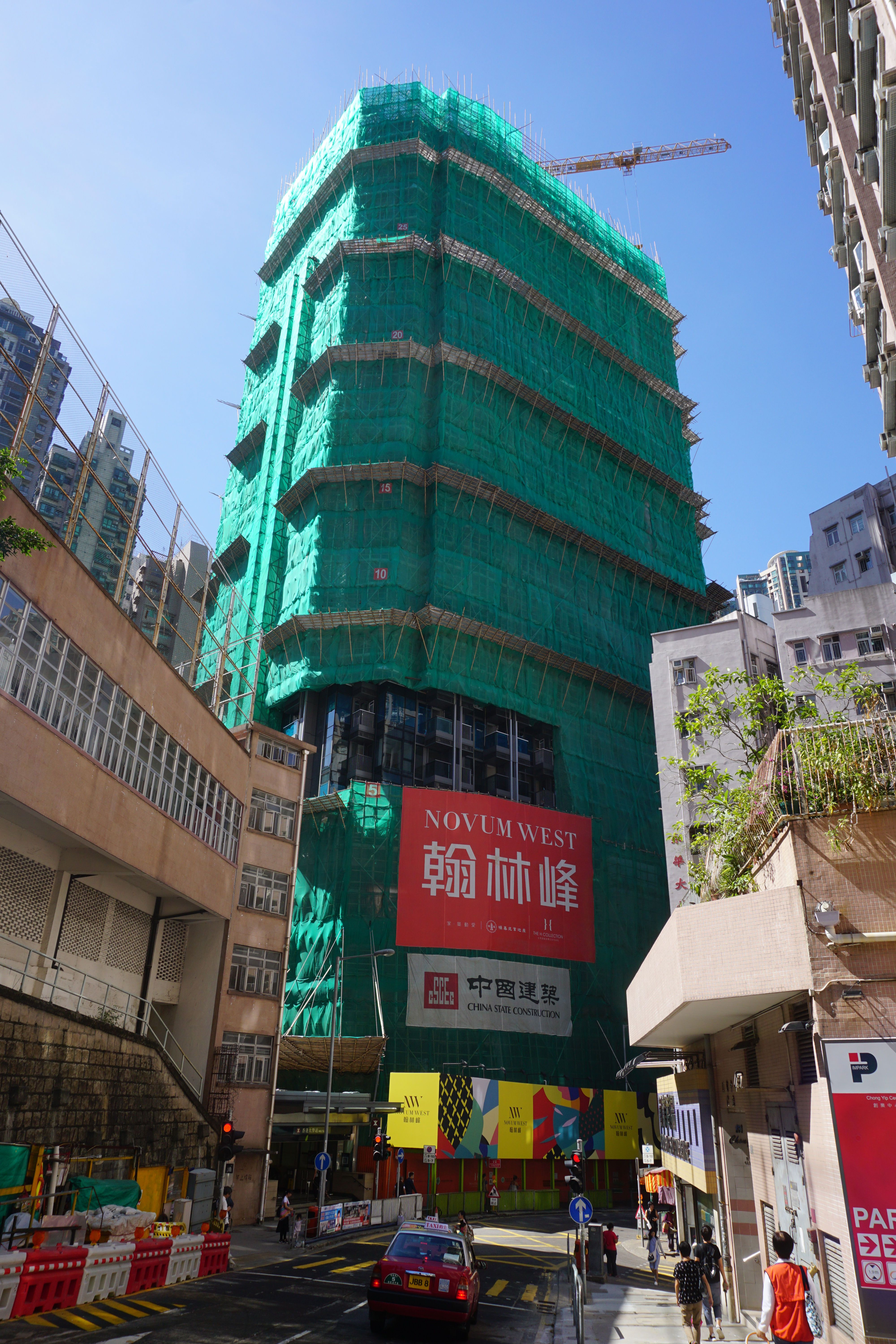
煤氣鼓爆炸位置現為翰林峰

西環大道西煤氣總局位於太平戲院對面，約在今天翰林峰（西環大樓遺址）及石塘咀市政大廈的位置，面向皇后大道西，背靠加倫臺，左方為晉成街，右方為一小山丘。加倫臺當時有18幢樓房，其左為希路道及維多利亞公眾殮房，希路道側有一大坑，大坑左方為遇安臺。晉成街、加倫臺及遇安臺為火災波及，其中晉成街和加倫臺為重災區。
煤氣總局共有四座煤氣鼓，一大三小，供應全香港使用的煤氣；總局後座設有一座蒸氣爐及風泵機房，其餘皆為曠地，一大一小兩座煤氣鼓位於機房背後，每日由機房將煤氣輸送到煤氣鼓儲存，煤氣鼓共分四層，除底層外，其餘三層可以升降，當儲氣時煤氣鼓會逐層升高。

## 事發經過
當日上午10時許，工人按常將煤氣輸入煤氣鼓，其中最大的一號煤氣鼓當半升時，懷疑是煤氣鼓因為過於陳舊而漏氣，突然發出轟然巨響，頂層發生爆炸，大量煤氣外洩，隨東北風吹向晉成街、加倫臺一帶，並隨即引發大火，加倫臺一帶住宅頓成火海，在這麼危險的情況下，當年二名勇敢印度保安員（一位名叫：夏路林 Tela Ram，另一位名叫：山打星 Santha Singh），衝入火場啟動緊急裝置，將煤氣鼓內的煤氣穿放並引至安全管區排出大海，而這二位印度保安關掉完裝置，準備擰轉身想離開之際，因釋放煤氣過急導致爆炸，炸致二名印度保安員到後面，雖即時送醫院搶救，然至隔日傷重不治，因此而犧牲了。
大火燒逾兩個多小時才受控制，死了四十二人，數百人無家可歸。因為這二位印度看更員的英勇行為才控制了損害範圍，所以附近的居民有為他安放了一個靈位，其位置就在後來興建的西環大廈的第八座地下梯間。這個印度看更員「夏路林」也成為當地的守護神，受當地的居民長年的拜祭。目前隨西環大廈重建為翰林峰，其靈位已被送走，不知所終，火燭這件事也幾乎在香港史中被遺忘了。
鑑於災情嚴重，當時的港督貝璐爵士亦於當日及翌日兩度前往災區視察及慰問災民。

## 起因及事後
這次煤氣鼓爆炸的主因是煤氣鼓過於陳舊殘破而漏氣引起燃燒所致，但亦有人指是加倫臺居民之爆炸物品射落煤氣鼓引起。